# Mi-171直升机
Mi-171直升机是由俄羅斯米里設計局設計的Mi-8AMT的外銷型，和Mi-17直升机一樣是Mi-8直升机的改良版，Mi-171直升机於1988年開始研究及製造，於1991年投入生產，主要用來執行航空運輸、客運和搜索及救援任務，載客量為20至26人。擅長於氣候極壞、地面能見度低或者高原地區安全飛行和着陸。

## 數據

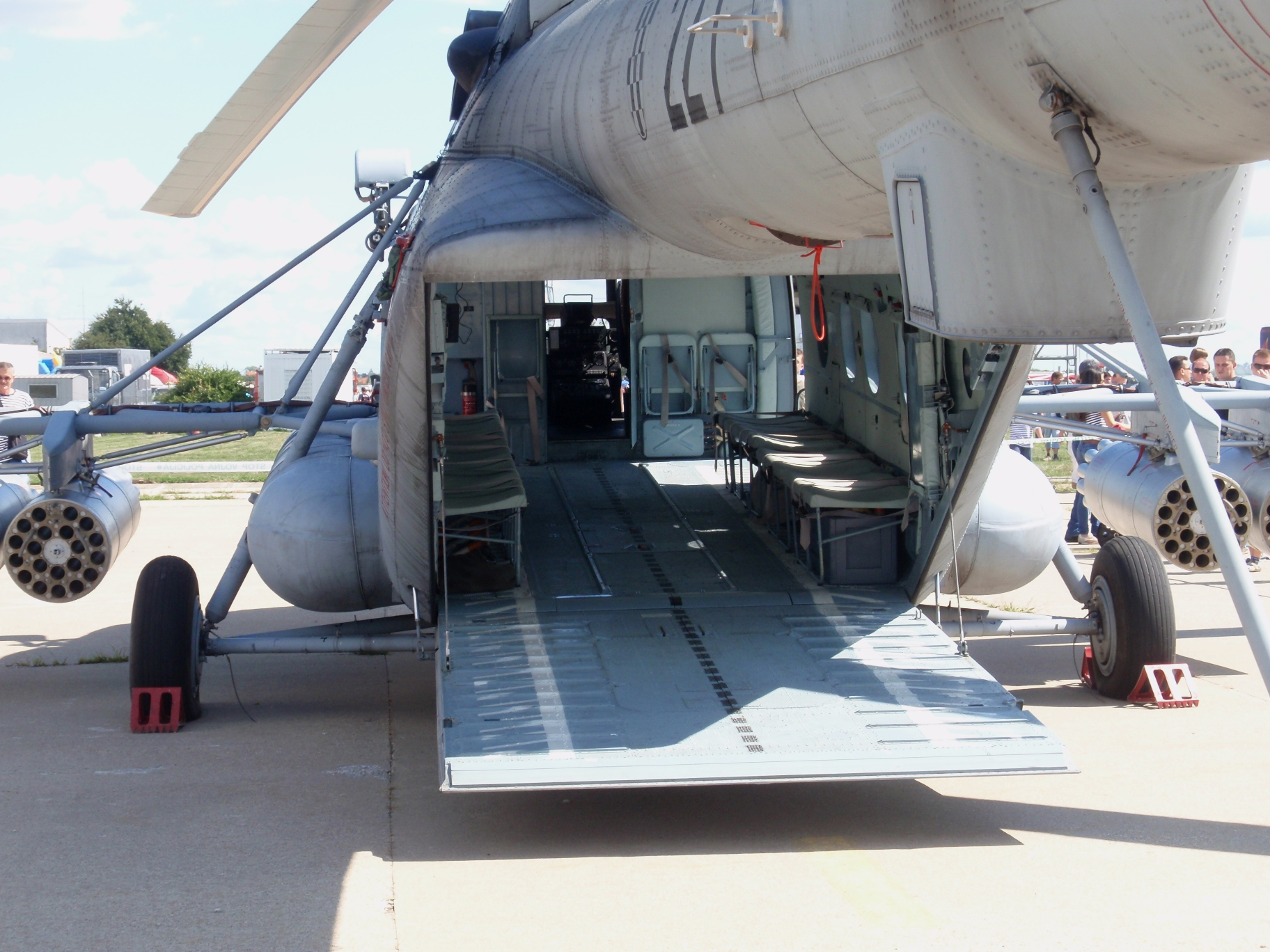
Mi-171直升机的機尾門

- 長度:20.17米
- 旋翼直徑:21.29米
- 高度:4.76米
- 空重:7,055公斤
- 載重:4,000公斤
- 最大起飛重量:13,000公斤
- 正常起飛重量:11,100公斤
- 最大速度:250公里/小時
- 巡航速度:230公里/小時
- 最大升限:5,000米
- 最大航程:570公里
- 發動機:兩部TV3-117VM渦輪發動機
- 功率:2,070匹馬力
- 乘員:20至26人

## Mi-171和Mi-17的区别

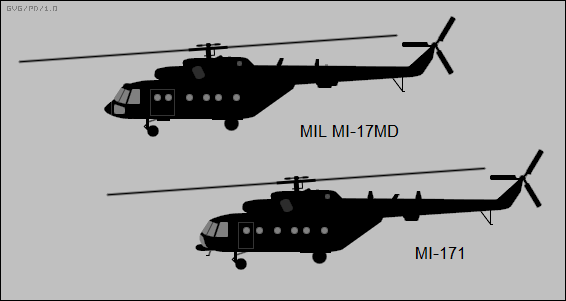
Mi-171和Mi-17的分別

Mi-171和Mi-17的外表相似，其主要分別是:
- Mi-171加裝了雷達而Mi-17無
- 兩者的發動機型號不同，Mi-171是TV3-117VM而Mi-17是TV3-117MT
- 兩者的機外燃料箱外表略有不同

## 版本
米-171
米-171的原始版本，Mi-8AMT的外銷型
米-171C
中华人民共和国四川蓝天直升机有限公司自行生产的米-171直升机的版本
米-171Sh
Mi-171Sh又名Mi-8AMTSh，是Mi-171的武裝直昇機型，在其機身兩側加上火箭彈和反坦克飛彈等武器，此型號的Mi-171大多是出口給中華人民共和國。

## 使用國家

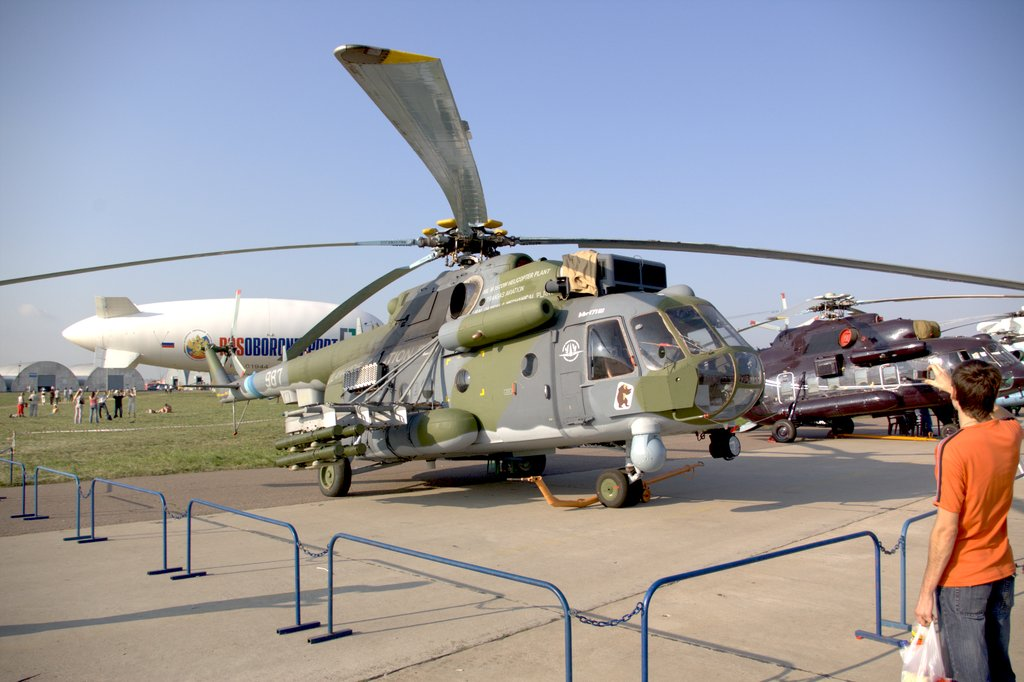
2007年俄羅斯莫斯科航空展的Mi-171Sh

- 俄羅斯
- 中华人民共和国[1]
- 捷克
- 秘魯
- 越南
- 巴基斯坦
- 阿尔及利亚

## 意外
2008年5月31日，一架參與汶川大地震救援的Mi-171直升机因為天氣惡劣而墜毀，機上18人全數罹難 (詳請參見5·31四川救災直升機失事事故)。
2014年7月7日，一架越南人民軍空軍的Mi-171直升机在進行新兵跳傘訓練時墜毀，造成16人身亡、5人受傷。

## 外部連結
- （简体中文） 解放军报公布失事米-171直升机机组人员信息 （页面存档备份，存于）